# 속초시·양양군·고성군
속초시·양양군·고성군은 대한민국의 옛 국회의원 선거구이다. 당시 강원도의 속초시, 양양군, 고성군을 관할하였다.

## 역사
1963년 1월, 양양군 속초읍이 속초시로 승격되었다. 제6대 국회의원 선거를 앞두고 속초시, 양양군, 고성군 지역이 하나의 선거구를 구성하게 되면서 신설되었다.
대한민국 제9대 국회의원 선거를 앞두고 인제군 지역을 편입하여 속초시·양양군·인제군·고성군 선거구를 구성하게 됨에 따라 폐지되었다.

## 역대 국회의원
| 선거   | 정당 | 정당       | 의원   |
| ------ | ---- | ---------- | ------ |
| 1963년 |      | 민주공화당 | 김종호 |
| 1967년 |      | 민주공화당 | 김종호 |
| 1971년 |      | 민주공화당 | 한병기 |

## 역대 선거 결과

### 대한민국 제6대 국회의원 선거
|  | 41.81% |

|  | 30.57% |

|  | 12.15% |

|  | 7.56% |

|  | 6.60% |

|  | 1.29% |

### 대한민국 제7대 국회의원 선거
|  | 47.10% |

|  | 45.56% |

|  | 4.14% |

|  | 2.68% |

|  | 0.50% |

### 대한민국 제8대 국회의원 선거
|  | 55.32% |

|  | 43.33% |

|  | 0.64% |

|  | 0.49% |

|  | 0.19% |

## 같이 보기
- 속초시의 국회의원
- 양양군의 국회의원
- 강원 고성군의 국회의원